# Сильвера, Андрес
Андрес Сильвера (исп. Néstor Andrés Silvera; род. 14 марта 1977[…], Комодоро-Ривадавия, Чубут) — аргентинский футболист, нападающий.

## Биография
Сильвера начал карьеру в клубе КАИ (Комисьон де Активидадес Инфантилес) из родного города Комодоро-Ривадавия в 1994 году. Спустя 3 сезона его пригласил клуб Примеры «Уракан» и в 1998 году Сильвера, наконец, дебютировал в элитном дивизионе чемпионата Аргентины. Спустя год он перешёл в «Унион» из Санта-Фе, который тоже тогда выступал в Примере A.
В 2001 году Сильверу приобрёл один из сильнейших клубов страны, «Индепендьенте». Андрес стал одним из главных героев Апертуры 2002 года — с 16-ю голами он первенствовал в споре бомбардиров чемпионата, а «Короли кубков» завоевали свой 14-й, и последний на данный момент, титул чемпиона Аргентины.
В 2003 году Сильвера перешёл в УАНЛ Тигрес. Он стал лучшим бомбардиром Клаусуры чемпионата Мексики 2004 года. Всего за три сезона в Мексике в 78 матчах чемпионата Андрес забил 45 голов, что составляет в среднем 0,58 гола за игру.
В «Сан-Лоренсо» в следующие 3 сезона Сильвера в 80 матчах чемпионата Аргентины забил 37 голов. Он помог своей команде выиграть Клаусуру 2007.
В 2009 году Андрес вернулся в «Индепендьенте». В 2010 году Сильвера помог своему клубу выиграть 16-й международный трофей — Южноамериканский кубок. На 58-й минуте финального матча этого турнира в Гоянии Сильвера получил красную карточку и не принял участие в ответной игре. Тогда его партнёры по команде сумели отыграть двухголевой гандикап, обыграли соперников со счётом 3:1 и лучше провели послематчевую серию пенальти. «Индепендьенте», таким образом, выиграл свой первый международный трофей за 15 лет.
Сильвера, несмотря на очевидные бомбардирские таланты, не был оценён тренерами сборной Аргентины и он так и не выступал за «Альбиселесте».

## Титулы и достижения
- Чемпион Аргентины (2): 2002 (Апертура), 2007 (Клаусура)
- Обладатель Южноамериканского кубка (1): 2010
- Лучший бомбардир чемпионата Аргентины (1): 2002 (А)
- Лучший бомбардир чемпионата Мексики (1): 2004 (К)